# Torre Lloreta
La Torre Lloreta, també anomenada Can Sixt de la Torre és un masia medieval fortificada amb una torre de defensa, a partir d'una antiga fortalesa. Està construïda a la confluència de la Riera del Tinar i de la Riera del Jonc a Calonge a Catalunya.

## Descripció
La torre és de planta quadrada (4,5 metres per cara), té tres plantes i terrat, fa una alçada d'uns 12 metres i està bastida amb pedra llicorella i carreus de granit als angles. A la part baixa hi ha la porta, a uns 5 m del sòl, acabada amb un arc de mig punt format per 6 dovelles i que la comunica amb la casa i la coberta és de volta de canó amb una trapa. El nivell superior, de gran alçada, té al costat de migdia la poterna d'arc de mig punt adovellada i més amunt una sagetera, i la coberta, també de volta, té una trapa que comunica amb el tercer, que és de sostre pla. L'últim tram ha estat reconstruït.
Les pedres que formen la torre són de licorella, bastant irregulars, en general no gaire grosses (10 cm x 25 cm)i formant filades seguides. Als angles hi ha pedres de granit més grans (20 cm x 35 cm). El morter de calç que uneix les pedres es desfà amb poca dificultat.
A la banda meridional de la torre hi ha restes de muralles que formen un clos de planta irregular, més aviat ovalada. La masia es va fer aprofitant aquest mur fortificat com a façana on encara es conserven les espitlleres en nombre de 18 a nivell inferior i 7 en el superior. Algunes rajoles del ràfec de la teulada tenen dibuixos pintats.
Per les seves característiques, aquesta torre de planta quadrada recorda altres torres datables cap al segle xiii.

## Història
És un antic castell convertit en casa de pagès. La torre servia per a prevenir el perill de la pirateria que venia de la banda del mar Mediterrani. El castell que, segons afirma el medievalista Lluís Vilar i Subirana, era real, o sia una avançada del monarca per tal de controlar i vigilar el baró de Calonge i, estratègicament situades, un munt de torres de vigilància, tant per terra com per mar.
Al segle xix fou propietària la família Reixac i era coneguda com a Torrent d'en Reixac. Després va pertànyer al Sr. Joanoala que hi tenia un masover de nom Sixte Palet, d'aquí el nom popular actual de can Sixt de la Torre. En aquesta data (Agost 2017) la masia de la Torre Lloreta està essent restaurada.

## Galeria d'imatges

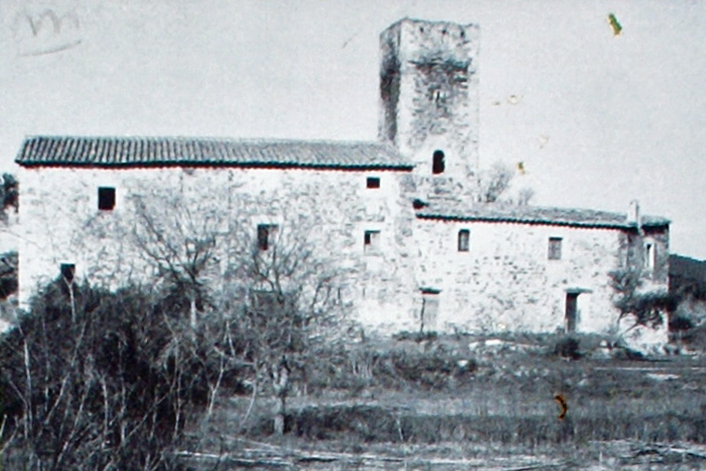
Foto del castell feta per Pere Caner i Estrany i reproduïda a la taula d'informació
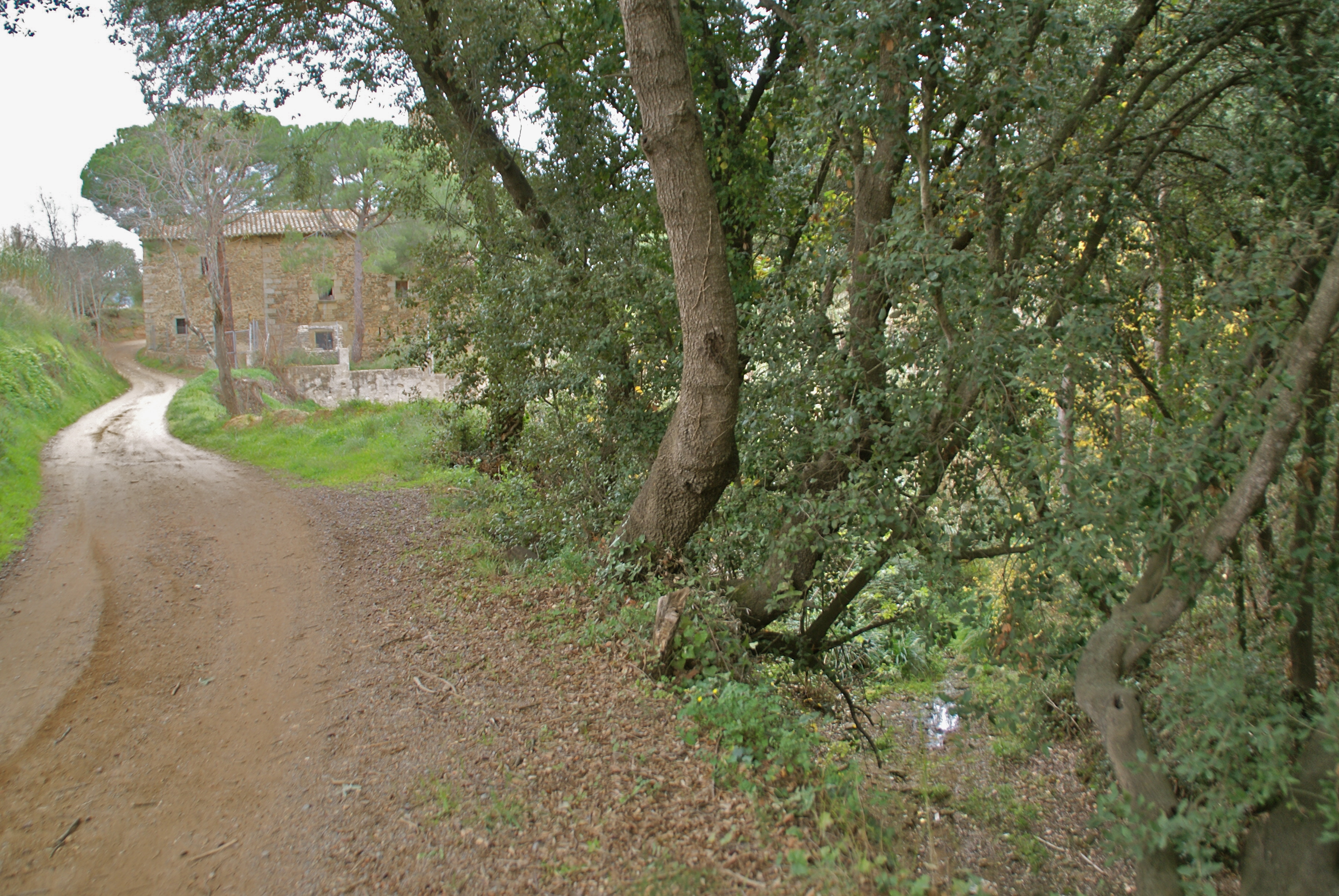
La torre i la riera del Tinar
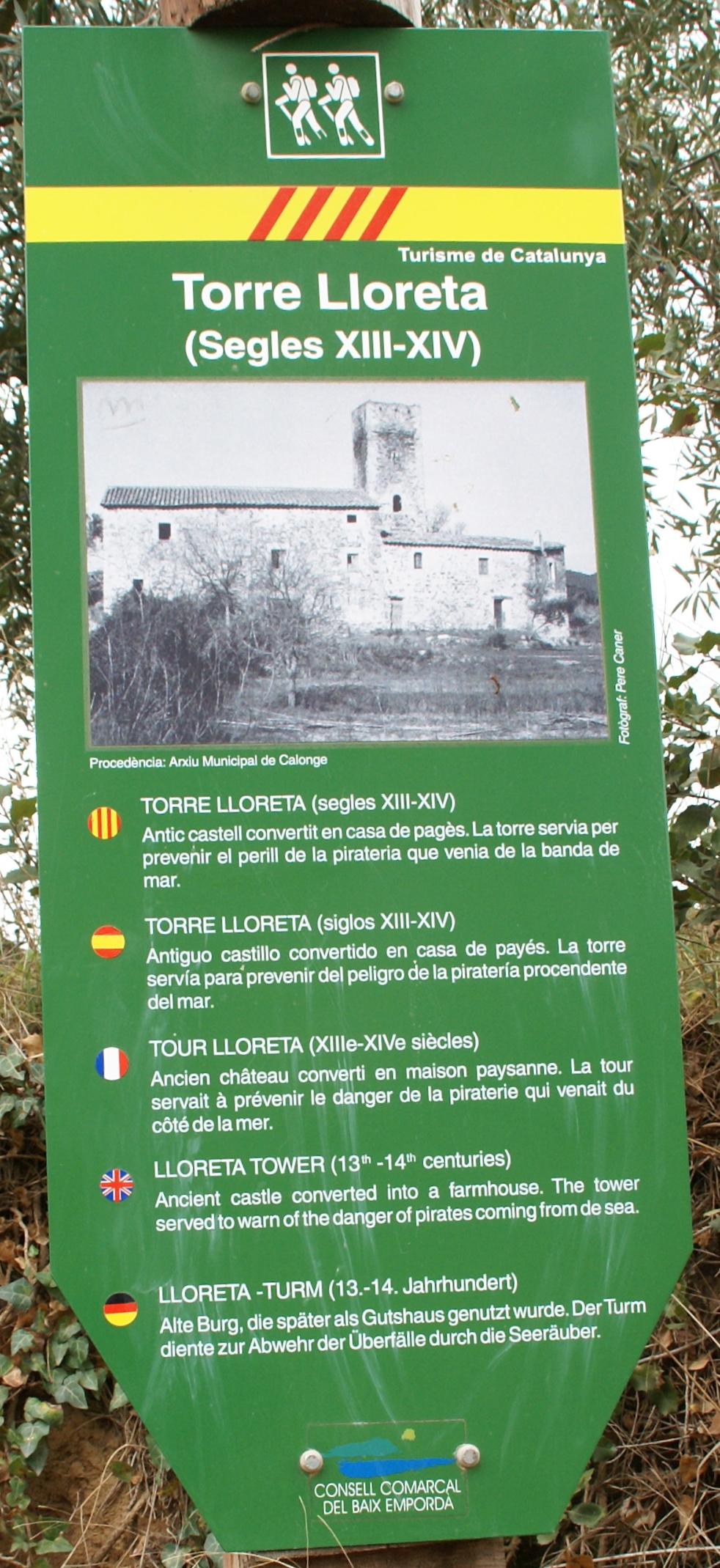
Taula d'informació al sender de la conca del Tinar
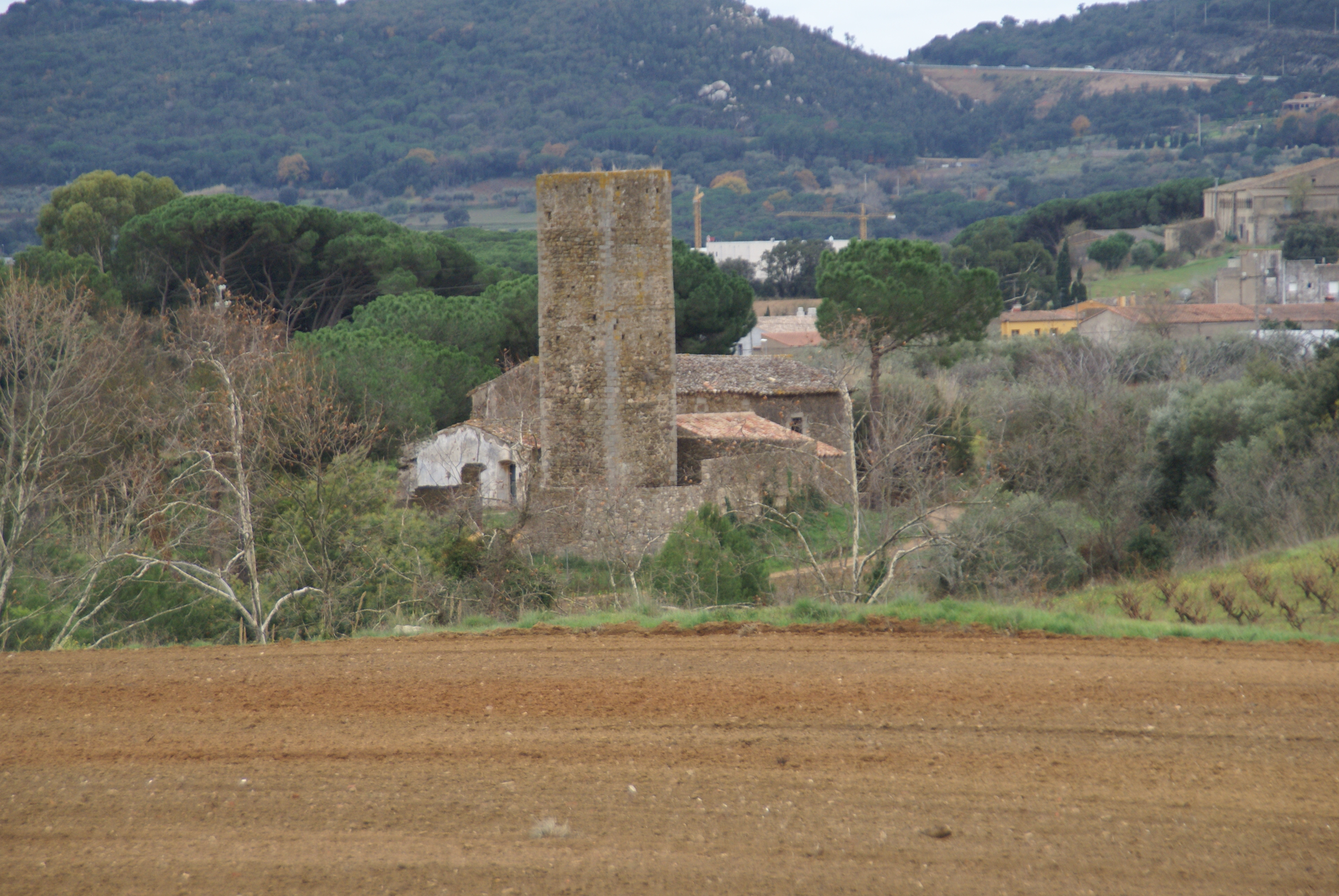
La torre a la vall de la riera del Tinar